# Gare de Chanteloup-les-Vignes
Gare de Chanteloup-les-Vignes vasútállomás Franciaországban, Chanteloup-les-Vignes településen.

## Vasútvonalak
Az állomást az alábbi vasútvonalak érintik:
- Párizs-Saint-Lazare-Mantes-Station via Conflans-Sainte-Honorine-vasútvonal

## Kapcsolódó állomások
A vasútállomáshoz az alábbi állomások vannak a legközelebb:
- Gare de Triel-sur-Seine (Gare de Vernon, Transilien J vonal)
- Gare d’Andrésy (Paris Gare Saint-Lazare, Transilien J vonal)